# Драмска трилогија 1941—1945.
Драмска трилогија 1941—1945 је српска телевизијска серија која је снимана током 2012. и 2013. а премијерно је приказана од 10. новембра 2013. године. Серију је режирао Радош Бајић који је написао и сценарио. Серија се састојала из три циклуса од којих био завршен само 10 епизода из првог циклуса. Први циклус носио је наслов Равна гора. Прву епизоду првог циклуса је премијерно гледало 2.270.000 гледалаца у Србији. Реакцијама медија и појединих историчара серија је оцењена као изузетно историјски нетачна и са произвољно написаним сценаријом који је касније оспорен код гледалаца. Иако је првобитно планирано да се серија настави у два нова наставка она је неочекивано прекинута 25. септембра 2012. године.

## Списак епизода
Списак епизода и датум премијерног емитовања:
| Прва сезона |            |                    |
| 1           | Напад      | 10. новембар 2013. |
| 2           | Слом       | 17. новембар 2013. |
| 3           | Суноврат   | 24. новембар 2013. |
| 4           | Пуковник   | 1. децембар 2013.  |
| 5           | Кама       | 8. децембар 2013.  |
| 6           | Дрина      | 15. децембар 2013. |
| 7           | Тара       | 22. децембар 2013. |
| 8           | Тито       | 29. децембар 2013. |
| 9           | Набој      | 5. јануар 2014.    |
| 10          | Равна гора | 12. јануар 2014.   |

## Улоге
| Глумац                 | Улога                              |
| ---------------------- | ---------------------------------- |
| историјске улоге       |                                    |
| Петре Арсовски         | армијски генерал Душан Симовић     |
| Лазар Ристовски        | бригадни генерал Боривоје Мирковић |
| Небојша Глоговац       | пуковник Драгољуб Михаиловић       |
| Драган Бјелогрлић      | Јосип Броз Тито                    |
| Ирфан Менсур           | др Влатко Мачек                    |
| Момир Брадић           | др Слободан Јовановић              |
| Бранко Јеринић         | армијски генерал Богољуб Илић      |
| Атила Гириц            | др Иван Андрес                     |
| Ђорђе Живадиновић      | краљ Петар II Карађорђевић         |
| Владан Дујовић         | мајор Живан Кнежевић               |
| Феђа Стојановић        | армијски генерал Милан Недић       |
| Љубиша Милишић         | Милан Аћимовић                     |
| Радко Полич            | потпуковник Рудолф Укмар           |
| Александар Филимоновић | Слободан Пенезић Крцун             |
| Александар Ђурица      | мајор Александар Мишић             |
| Јелена Жигон           | Лујза Мишић                        |
| Нада Мацанковић        | Јованка Мишић                      |
| Даница Тодоровић       | Милена Мишић                       |
| Ненад Јездић           | мајор Мирко Станковић              |
| Милорад Мандић Манда   | капетан Миленко Узелац - Тарас     |
| Иван Вучковић          | мајор Миодраг Палошевић            |
| Недељко Бајић          | капетан Петар Дејановић            |
| Љубиша Ристовић        | наредник Божидар Перовић           |
| Радоје Чупић           | батлер Раденко                     |
| Боривоје Божанић       | Миша Симовић                       |
| Нела Михаиловић        | Јелица Христић Недић               |
| Небојша Кундачина      | Божидар Недић                      |
| Милена Јакшић          | Даворјанка Пауновић Зденка         |
| Хелена Петровић        | Веселинка Малинска                 |
| Ненад Хераковић        | Милован Ђилас                      |
| Александар Трнчић      | Александар Ранковић                |
| Саша Јоксимовић        | Коча Поповић                       |
| Борис Пинговић         | Иван Милутиновић                   |
| Ђорђе Бранковић        | Капетан Стевић                     |

| Глумац               | Улога                       |
| -------------------- | --------------------------- |
| остале улоге         |                             |
| Љиљана Стјепановић   | Видосава Јањић Вида         |
| Радослав Миленковић  | Станоје Таралић             |
| Слободан Нинковић    | Никодије Јањић Коде         |
| Марко Баћовић        | Светолик Таралић            |
| Олга Одановић        | Живана Таралић              |
| Мирко Бабић          | Обрад Таралић               |
| Ненад Окановић       | Милисав Јањић               |
| Стојан Ђорђевић      | Жарко Таралић               |
| Никола Ранђеловић    | Вукадин Таралић             |
| Мирољуб Трошић       | овчар                       |
| Јелена Иванишевић    | Стана Таралић               |
| Тамара Поповић       | Марица Јањић                |
| Нина Мрђа            | Радмила Таралић             |
| Александар Срећковић | ађутант капетан Кастратовић |
| Милош Тимотијевић    | каплар Чутурић              |
| Дејан Тончић         | потпоручник Јосић           |
| Милош Биковић        | поручник Гарић              |
| Душко Премовић       | мајстор                     |
| Иван Заблаћански     | војник везе                 |
| Игор Ђорђевић        | учитељ Живадин              |
| Љубомир Тодоровић    | Немачки официр 1            |

## Историјска нетачност
- Први телоп о локацији где се радња дешава је написан да је Београд у Србији међутим у том периоду Србија је била део Краљевине Југославије и под тим именом није постојала.
- Први дан немачког бомбардовања Београда, 6. април 1941. је представљен као радни дан, док је то била недеља.
- Пошто је серија снимана у лето, виде се олистала стабла, док је у стварности Априлски рат вођен у рано пролеће. Време је такође сунчано, а заправо су се смењивали киша и суснежица.
- Југословенски војници на капама носе кокарде само са српским грбом, но у стварности је кокарда коју су на капама носили југословенски војници имала само југословенски грб.
- Ађутант генерала Боре Мирковића био је капетан прве класе Славко Стебрњак, док је у серији назван презименом Кастратовић. У стварности ађутант Боре Мирковића је избегао из земље, док је у серији остао и придружио се жандармеријској групи полицијске управе при Комесарској управи Милана Аћимовића.
- Пуковник Драгољуб Михаиловић, централна личност серије, приказан је од почетка како носи браду, иако је почео да је пушта тек након слома устанка у Србији и почетка немачких потера, зиме 1941/1942. Осим тридесетак војника југословенске војске, правог пуковника Михаиловића је пратило и око тридесетак четника добојског војводе Митра.
- Академик Слободан Јовановић у првој епизоди серије ословљава Винстона Черчила са "сер", иако је он то звање добио тек 1953. године.
- Генерал Бора Мирковић у серији је приказан како носи сабљу, иако официри пилоти КЈ нису носили сабље већ официрске бодеже. Такође, као бригадни генерал на рукавима је требало да има једну генералску шестокраку розетну док у серији има три које су ознаке за армијског генерала.
- У призору у штабу који се налазио у Хан Пијеску, везиста зове аеродром Батајница, који је изграђен после Другог светског рата. Предратни аеродром се налазио у Земуну. Такође у сцени недостаје помоћник врховног заповедника војвода Петар Бојовић јер је познато да је учествовао током Априлског рата и налазио се увек уз младог краља Петра II.
- У другој епизоди, када комунисти слушају Радио Москву, каже се да је пакт Рибентроп-Молотов потписан 1938. године. Пакт је потписан 23. августа 1939. године.
- Немачко војно лице и лекар који испитују потпуковника Укмара носе капе и еполете Вермахта, али имају око врата ознаке Вафен-СС-а.
- Капетан Узелац носи аутомат MP 40 који исто није био у попису југословенске војске.
- Војник Милисав носи митраљез MG 34, који исто није био у попису југословенске војске
- 21. април, призор у ком војник разговара са мајором Мирком Станковићем, каже да Дража не једе месо јер је петак и пости, док је у стварности 21. април 1941. био понедељак.
- Покољи Срба у источној Босни нису почели све до маја 1941. када је Михаиловић већ био у Србији.
- Немци већ у мају купе таоце у селу Планиница, и ако су у стварности дошли у то село тек децембра 1941. - Операција Михаиловић. У том селу је избио први сукоб између четника и партизана. Међу сељацима у Планиници није било комуниста.
- Немци до јуна месеца нису стрељали комунисте, а полиција их није хапсила.
- У шестој епизоди се појављује камион ФАП који је први пут произведен 1953. године.
- У седмој епизоди је приказан Дража са одредом како од 2. до 6. маја борави у Заовинама, а он се заправо 3. маја сукобио са Немцима и после повукао на исток.
- У седмој епизоди у кафани у Заовинама Дража потпоручника Мешковића ословљава са "Поручниче".
- У осмој епизоди Јосип Броз Тито стиже маја 1941. у Земун немачком ратном локомотивом из 1942. године. У Земуну се виде усташки грб, иако Земун није био део НДХ све до јесени 1941.
- Тита у Земуну није дочекао Слободан Пенезић Крцун, већ Владислав С. Рибникар. Није га дочекала ни Веселинка Малинска. Даворјанка Пауновић Зденка је са њим дошла из Загреба. Крцун није имао кола јер је возачки испит положио после рата. Веселинка Малинска и Јоахим Јаша Рајтер су испратили Тита на ослобођено подручје.
- Тито није држао састанке Политбироа ван Рибникареве куће.
- У деветој епизоди, док се пуковник Михаиловић креће кроз шуму са групом бораца, у углу екрана се прецизира да се радња дешава у Калуђерским Барама на планини Маљен. Калуђерске Баре су на планини Тари.
- Девета епизода приказује како мајор Палошевић стиже на Равну гору, а Дража прво иде у Струганик, а у ствари су њих двојица заједно стигли на Равну гору 11. маја.
- У десетој епизоди, Војник Милисав носи митраљез ZB Vz. 26, а не више MG 34, као до сада.
- У десетој епизоди, Александар Аца Мишић, болује од реуме и користи штап док у стварности је боловао од болесног срца и није носио штап.
- Супруга Аце Мишића, Милена Мишић добро је познавала Дражу, док га у серији назива са "неки пуковник Михајловић" и плаши га се. Она је касније била четнички курир.
- Последњи призор у ком војници се налазе на Равној гори представља у ствари Тару, а не Равну гору.

## Пријем
Удружење драмских писаца Србије је доделило Радошу Бајићу посебну Повељу за допринос слободи стваралаштва у тумачењу новије српске историје.

## Занимљивости
Радош Бајић је изјавио да се неће снимати још две сезоне ове серије, као што је првобитно било најављено, и да је као наставак сниман филм За краља и отаџбину који ће заокружити причу о Дражи Михаиловићу. Филм је премијерно приказан у јануару 2015.